# Campeonato Mundial de Patinaje Artístico sobre Hielo de 1979
El LXIX  Campeonato Mundial de Patinaje Artístico se realizó en Viena (Austria) entre el 13 y el 18 de marzo de 1979 bajo la organización de la Unión Internacional de Patinaje sobre Hielo (ISU) y la Federación Austriaca de Patinaje Artístico sobre Hielo. 

## Resultados

### Masculino
| Puesto | Nombre           | País                          | Puntos |
| ------ | ---------------- | ----------------------------- | ------ |
| Oro    | Vladimir Kovalev | Unión Soviética               | 17     |
| Plata  | Robin Cousins    | Reino Unido                   | 22     |
| Bronce | Jan Hoffmann     | República Democrática Alemana | 23     |

### Femenino
| Puesto | Nombre          | País                          | Puntos |
| ------ | --------------- | ----------------------------- | ------ |
| Oro    | Linda Fratianne | Estados Unidos                | 11     |
| Plata  | Anett Pötzsch   | República Democrática Alemana | 18     |
| Bronce | Emi Watanabe    | Japón                         | 31     |

### Parejas
| Puesto | Nombre                              | País                          | Puntos |
| ------ | ----------------------------------- | ----------------------------- | ------ |
| Oro    | Tai Babilonia / Randy Gardner       | Estados Unidos                | 12     |
| Plata  | Marina Cherkosova / Sergei Shakhrai | Unión Soviética               | 16     |
| Bronce | Sabine Baeß / Tassilo Thierbach     | República Democrática Alemana | 32     |

### Danza en hielo
| Puesto | Nombre                                | País            | Puntos |
| ------ | ------------------------------------- | --------------- | ------ |
| Oro    | Natalya Linichuk / Gennadi Karponosov | Unión Soviética | 9      |
| Plata  | Krisztina Regöczy / András Sallay     | Hungría         | 22     |
| Bronce | Irina Moiseyeva / Andrei Minenkov     | Unión Soviética | 23     |

## Medallero
| Núm. | País                          | Oro | Plata | Bronce | Total |
| ---- | ----------------------------- | --- | ----- | ------ | ----- |
| 1    | Unión Soviética               | 2   | 1     | 1      | 4     |
| 2    | Estados Unidos                | 2   | 0     | 0      | 2     |
| 3    | República Democrática Alemana | 0   | 1     | 2      | 3     |
| 4    | Hungría                       | 0   | 1     | 0      | 1     |
| 4    | Reino Unido                   | 0   | 1     | 0      | 1     |
| 6    | Japón                         | 0   | 0     | 1      | 1     |
|      | TOTAL                         | 4   | 4     | 4      | 12    |

| Predecesor: Canadá 1978 | Campeonato Mundial de Patinaje Artístico sobre Hielo 1979 | Sucesor: Alemania Occidental 1980 |

- Datos: Q665015